# Абдул Ахад Моманд
Абдул Ахад Моманд (пушту عبدالاحد مومند; нар. 1 січня 1959, Газні) — космонавт-дослідник космічного корабля «Союз ТМ-6» («Союз ТМ-5») та орбітальної станції «Мир»; перший і єдиний космонавт Республіки Афганістан.

## Біографія
Народився 1 січня 1959 року у селищі Сарда Шангарського району провінції Газні (Афганістан). За національністю пуштун. У 1976 році закінчив школу і поступив до Кабульського політехнічного інституту. У 1978 був призваний в армію і направлений в СРСР для отримання військової освіти. Навчався у Краснодарському та Київському військово-авіаційних училищах. Після повернення до Афганістану служив у ВПС Афганістану. 1987 року закінчив Військово-повітряну академію імені Юрія Гагаріна.
У листопаді 1987 року взяв участь у відборі кандидатів для здійснення спільного радянсько-афганського космічного польоту. У грудні 1987 року був названий одним з восьми кандидатів на політ. У січні у Москві був відібраний як дублер основного кандидата. У лютому 1988 року розпочав підготовку в Центрі підготовки космонавтів імені Юрія Гагаріна. У квітні 1988 року був переведений до основного екіпажу.
З 29 серпня 1988 року по 7 вересня 1988 року здійснив політ як космонавт-дослідник на космічному кораблі «Союз ТМ-6» та станції «Мир», разом із Володимиром Ляховим та Валерієм Поляковим. В політ взяв із собою два екземпляри Корану, національний прапор та набір конвертів для спецгасіння на борту «Миру». 31 серпня 1988 року була зроблена стиковка зі станцією «Мир», де працював її основний екіпаж: Володимир Титов і Муса Манаров.
Посадку корабля «Союз ТМ-5», з екіпажем у складі Володимира Ляхова та Абдула Моманда було заплановано опівночі з 5 на 6 вересня. Однак через проблеми з датчиками орієнтації і гальмівним двигуном, космонавтам довелося пробути в тісному спускальному апараті більше доби. У результаті посадку було здійснено незадовго до півночі з 6 на 7 вересня. Тривалість польоту становила 8 діб 20 годин 26 хвилин.
Після польоту закінчив Академію Генерального штабу. Працював у Афганському інституті космічних досліджень. Протягом шести місяців був заступником міністра цивільної авіації Афганістану. До 1992 року був членом Народно-демократичної партії Афганістану. Після приходу до влади режиму талібів був змушений виїхати за кордон.
Живе у місті Штутгарті у Німеччині, володіє маленькою фірмою.

## Відзнаки
- Указом Президії Верховної Ради СРСР від 7 вересня 1988 року за успішне здійснення міжнародного космічного польоту та виявлені при цьому мужність і героїзм присвоєно звання Героя Радянського Союзу з врученням ордена Леніна і медалі «Золота Зірка» (№ 11 584).
- Орден «Сонце Свободи»;
- Герой Демократичної Республіки Афганістан з 1988 року;
- Медаль «За заслуги в освоєнні космосу» (12 квітня 2011; за великий внесок у розвиток міжнародного співробітництва в галузі пілотованої космонавтики)[2].